# Rivières (Gard)
Rivières település Franciaországban, Gard megyében. Lakosainak száma 424 fő (2022. január 1.). Rivières Allègre-les-Fumades, Fons-sur-Lussan, Méjannes-le-Clap, Rochegude és Saint-Denis községekkel határos.

## Népesség
A település népessége az elmúlt években az alábbi módon változott:
| Lakosok száma | 240  | 238  | 227  | 321  | 336  | 336  | 362  | 391  | 406  | 424  |
|               | 1968 | 1982 | 1990 | 2006 | 2013 | 2015 | 2017 | 2019 | 2020 | 2022 |